# 龜嵩車站
龜嵩站（日语：／ Kamedake eki */?）是屬於西日本旅客鐵道（JR西日本）木次線的鐵路車站，位於日本島根縣仁多郡奧出雲町。

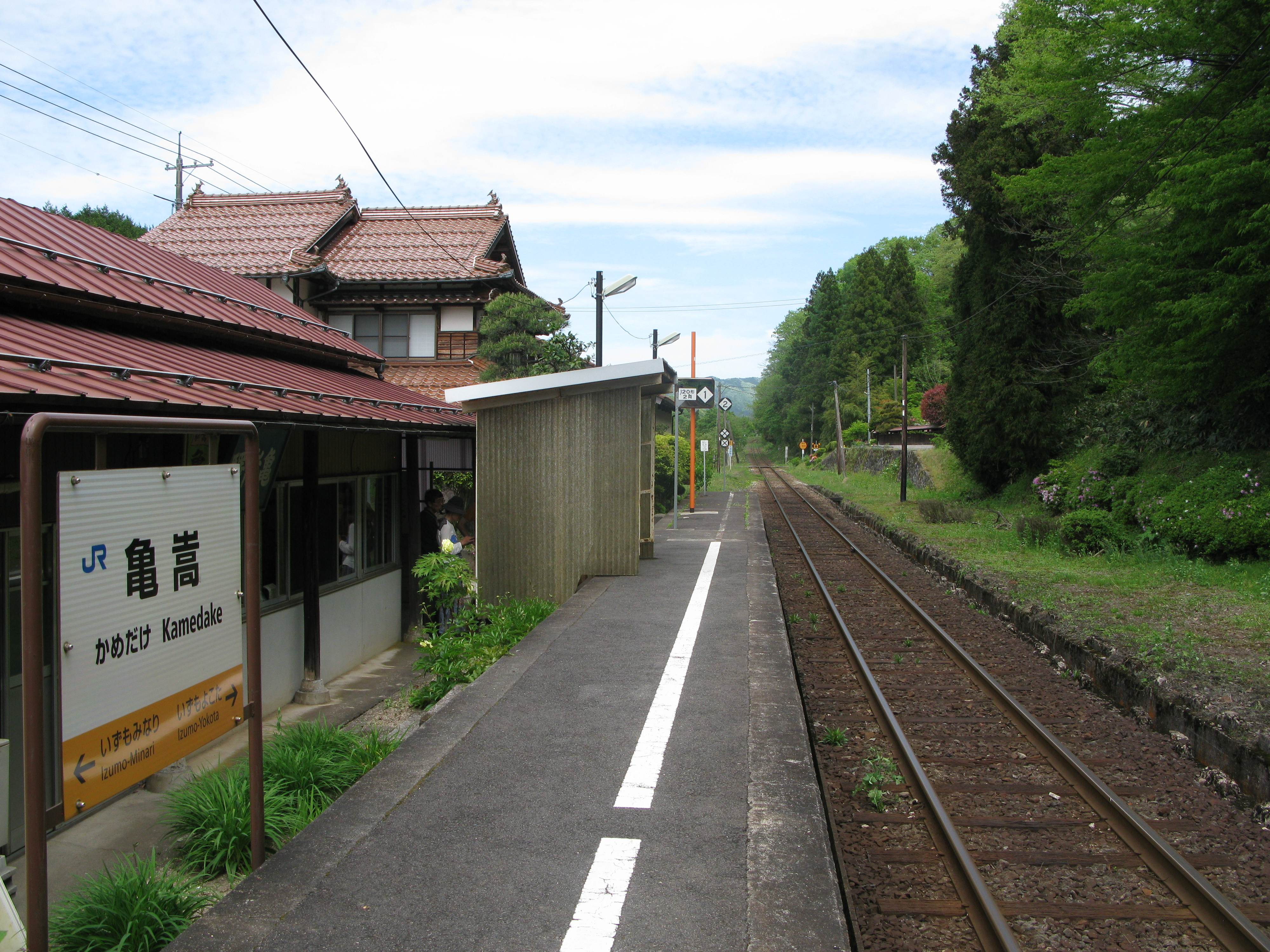
月台(2024年5月)

## 概要
本站開業時的所在地為仁多郡龜嵩村。站房現今也是一座蕎麥麵餐館，站長同時擔任該餐廳的店長，乘客還可以事先預約該站的蕎麥麵當作鐵路便當。
國道432號線經過站前，利用者主要是當地的高中生。道之驛酒藏奥出雲交流館亦位於本站附近。

### 月台配置
| 月台 | 路線   | 方向      | 目的地             |
| ---- | ------ | --------- | ------------------ |
| 1    | 木次線 | 下行·上行 | 備後落合、木次方向 |

## 歷史
- 1934年11月20日：木次線從出雲三成站延伸至八川站，本站開業[6][7]。
- 1973年：當時的站長在站內開設名為「扇屋」的蕎麥麵館[4]。
- 1987年4月1日：日本國鐵分割民營化，車站管理權由西日本旅客鐵道承繼[6]。
- 2007年4月：為吸引遊客，JR西日本米子支社為木次站至三井野原站間各站指定來源於記紀兩書的愛稱[8]，本站的愛稱為「少彦名命」[9]。

## 與《砂之器》的關係
該站在松本清張的推理小說《砂之器》中有著重要的地位。因罹患漢生病而要被送去療養院隔離的父親與兒子在該站的站台上告別，而以東北方言說出的本站站名也是最初的被害人留下的唯一證據。在1974年的同名電影播出後，更是吸引到許多松本作品的愛好者前來拜訪。但在這部電影中，作為龜嵩站站台的取景地則是附近的出雲八代站。
在車站附近的湯野神社前方有松本清張親筆題寫的「小說砂之器舞台之地」紀念碑。

## 利用狀況
民營化後，本站於1993年度的每日平均乘車人數曾達到87人，此後則呈下降趨勢。
| 乘車人員推算 | 乘車人員推算 | 乘車人員推算 | 乘車人員推算 |
| 年度         | 1日平均人數  | 年度         | 1日平均人數  |
| ------------ | ------------ | ------------ | ------------ |
| 1987         | 68           | 2002         | 49           |
| 1988         | 68           | 2003         | 50           |
| 1989         | 71           | 2004         | 44           |
| 1990         | 71           | 2005         | 41           |
| 1991         | 79           | 2006         | 39           |
| 1992         | 80           | 2007         | 35           |
| 1993         | 87           | 2008         | 34           |
| 1994         | 84           | 2009         | 35           |
| 1995         | 84           | 2010         | 32           |
| 1996         | 79           | 2011         | 33           |
| 1997         | 73           | 2012         | 37           |
| 1998         | 70           | 2013         | 39           |
| 1999         | 65           | 2014         | 28           |
| 2000         | 62           | 2015         | 23           |
| 2001         | 54           |              |              |

## 相鄰車站
西日本旅客鐵道（JR西日本）
 木次線
出雲三成－龜嵩－出雲橫田

## 外部鏈接
- JR西日本龜嵩站官方網站（页面存档备份，存于）